# Saint-Germain-des-Bois (Cher)
Saint-Germain-des-Bois és un municipi francès, situat al departament de Cher i a la regió de Centre – Vall del Loira. L'any 2007 tenia 572 habitants.

## Demografia

### Població
El 2007 la població de fet de Saint-Germain-des-Bois era de 572 persones. Hi havia 226 famílies, de les quals 44 eren unipersonals (16 homes vivint sols i 28 dones vivint soles), 83 parelles sense fills, 79 parelles amb fills i 20 famílies monoparentals amb fills.
La població ha evolucionat segons el següent gràfic:
Habitants censats

### Habitatges
El 2007 hi havia 292 habitatges, 226 eren l'habitatge principal de la família, 22 eren segones residències i 44 estaven desocupats. 283 eren cases i 8 eren apartaments. Dels 226 habitatges principals, 194 estaven ocupats pels seus propietaris, 24 estaven llogats i ocupats pels llogaters i 9 estaven cedits a títol gratuït; 10 tenien dues cambres, 35 en tenien tres, 72 en tenien quatre i 110 en tenien cinc o més. 173 habitatges disposaven pel capbaix d'una plaça de pàrquing. A 89 habitatges hi havia un automòbil i a 125 n'hi havia dos o més.

### Piràmide de població
La piràmide de població per edats i sexe el 2009 era:
| Homes | Edats   | Dones |
| ----- | ------- | ----- |
| 0     | 95 o +  | 0     |
| 0     | 90 a 94 | 0     |
| 0     | 85 a 89 | 4     |
| 0     | 80 a 84 | 4     |
| 12    | 75 a 79 | 16    |
| 20    | 70 a 74 | 24    |
| 8     | 65 a 69 | 12    |
| 16    | 60 a 64 | 12    |
| 8     | 55 a 59 | 20    |
| 24    | 50 a 54 | 0     |
| 32    | 45 a 49 | 32    |
| 16    | 40 a 44 | 28    |
| 16    | 35 a 39 | 20    |
| 24    | 30 a 34 | 20    |
| 20    | 25 a 29 | 12    |
| 4     | 20 a 24 | 4     |
| 20    | 15 a 19 | 20    |
| 8     | 10 a 14 | 20    |
| 24    | 5 a 9   | 24    |
| 16    | 0 a 4   | 12    |

## Economia
El 2007 la població en edat de treballar era de 374 persones, 296 eren actives i 78 eren inactives. De les 296 persones actives 274 estaven ocupades (147 homes i 127 dones) i 22 estaven aturades (9 homes i 13 dones). De les 78 persones inactives 35 estaven jubilades, 18 estaven estudiant i 25 estaven classificades com a «altres inactius».

### Ingressos
El 2009 a Saint-Germain-des-Bois hi havia 240 unitats fiscals que integraven 598,5 persones, la mediana anual d'ingressos fiscals per persona era de 18.734 €.

### Activitats econòmiques
Dels 13 establiments que hi havia el 2007, 6 eren d'empreses de construcció, 2 d'empreses de comerç i reparació d'automòbils, 1 d'una empresa d'hostatgeria i restauració, 2 d'empreses immobiliàries i 2 d'empreses de serveis.
Dels 5 establiments de servei als particulars que hi havia el 2009, 2 eren paletes, 1 lampisteria, 1 electricista i 1 restaurant.
L'any 2000 a Saint-Germain-des-Bois hi havia 23 explotacions agrícoles que ocupaven un total de 2.338 hectàrees.

## Equipaments sanitaris i escolars
El 2009 hi havia una escola elemental.

## Poblacions més properes
El següent diagrama mostra les poblacions més properes.